# باستان‌شناسی قاره‌های آمریکا

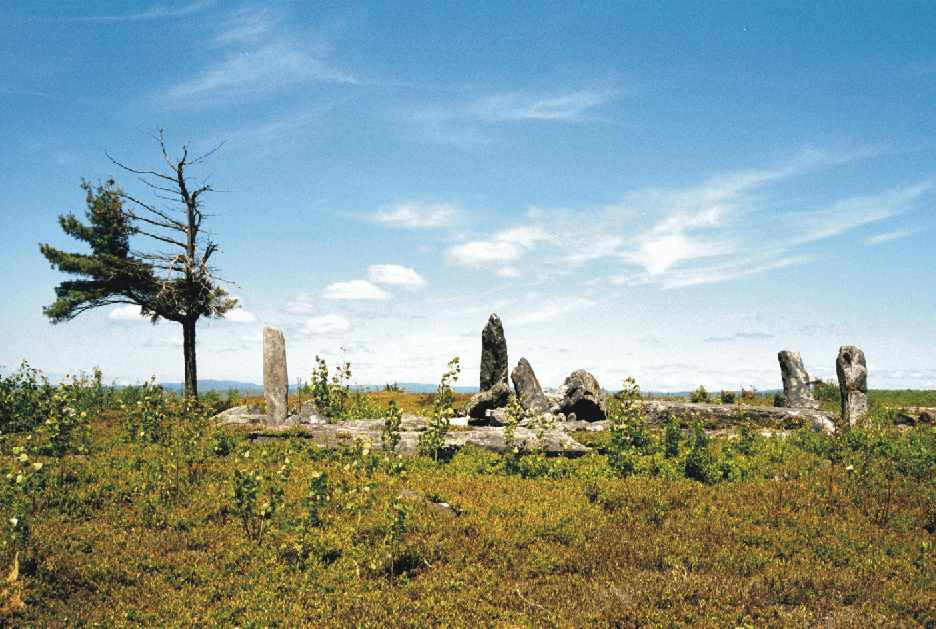
ستون های سنگی در ماساچوست آمریکا از قدیمی ترین بناهای قاره آمریکا

باستان‌شناسی قاره آمریکا شاخه ای از مطالعات باستان‌شناسی است که به بررسی پیشینه ورود انسان و نحوه استقرار و زندگی آن‌ها در قاره‌های آمریکا پیش از کشف آن توسط کریستف کلمب می‌پردازد.گوردون ویلی و فیلیپ فیلیپس از بزرگترین پژوهشگران این عرصه بشمار می روند.این مطالعات سرخپوستان پالئو را نخستین ساکنان این قاره‌ها می داند که از آسیا به قاره آمریکا مهاجرت کرده‌اند.همچنین یافته‌های ژنتیکی در این عرصه کاربرد دارد بنحوی که اثبات شده‌است که پیشینه ژنتیکی مردم قاره آمریکا با بومیان سیبری در خلال سال چهل تا بیست هزار سال پیش از میلاد برابر و همسان بوده‌است.